# Dasia olivacea
Dasia olivacea (оливкова дасія) — вид сцинкоподібних ящірок родини сцинкових (Scincidae). Мешкає в Південно-Східній Азії.

## Поширення і екологія
Оливкові дасії мешкають на Нікобарських островах, на півдні М'янми, Таїланду, В'єтнаму і Лаосу, в Камбоджі, Малайзії, Сінгапурі і Індонезії (Суматра, Ява, Калімантан і сусідні острови). Вони живуть в тропічних і мангрових лісах, на кокосових плантаціях, в садах, трапляються поблизу людських поселень. Ведуть деревний спосіб життя, живляться мурахами, жуками, багатоніжками та іншими комахами, відкладають яйця.